# Agriacris basalis
Agriacris basalis är en insektsart som först beskrevs av Bruner, L. 1913.  Agriacris basalis ingår i släktet Agriacris och familjen Romaleidae.

## Underarter
Arten delas in i följande underarter:
- A. b. basalis
- A. b. peruviana
- A. b. yungensis